# Alyxia oubatchensis
Alyxia oubatchensis är en oleanderväxtart som först beskrevs av Rudolf Schlechter, och fick sitt nu gällande namn av P. Boiteau. Alyxia oubatchensis ingår i släktet Alyxia och familjen oleanderväxter. Inga underarter finns listade i Catalogue of Life.